# Rhopalomyia shinjii
Rhopalomyia shinjii är en tvåvingeart som beskrevs av Gagne 1975. Rhopalomyia shinjii ingår i släktet Rhopalomyia och familjen gallmyggor. Inga underarter finns listade i Catalogue of Life.